# Pugliano
Pugliano (Puien in romagnolo) è una frazione del comune di Montecopiolo, ma condivide anche alcuni edifici e abitazioni (come la Chiesa della Madonna di Pugliano e anche il "Campo della Fiera") con il comune di San Leo.
L'intera frazione conta circa 130 abitanti che trovano sede anche in altri piccoli insediamenti (Casentino, Cà Bernacchia, Casepio, Calmato, Badia, La Morona). 
Per anni si è invano cercato di aggregare i diversi abitati della frazione ad un unico comune.
Nel 2009 il comune di San Leo è stato distaccato dalla regione Marche ed aggregato alla regione Emilia-Romagna, nell'ambito della provincia di Rimini, seguito nel 2021 dal comune di Montecopiolo.

## Geografia antropica

### Madonna di Pugliano
L'abitato prende il nome dalla chiesa, nella quale si trova un dipinto del 1700 raffigurante la Madonna col Bambino.
Sede dell'Antica Fiera, vi sono tre punti di ristoro e funzionano anche per albergo.

### Pugliano Vecchio
È un piccolo abitato (ormai popolato da 2-3 persone) che costituisce l'insediamento più antico.   Secondo la devozione popolare, il luogo sarebbe stato visitato da vescovo di Sarsina, Vicinio, evento ricordato da una chiesetta dedicata a lui contenente una sua statua.

## Flora e fauna
Pugliano è circondata prevalentemente da campi affiancati da macchie  di querce, faggi, salici, olmi e altre varietà di piante tipiche della zona. La fauna è quella tipica di questi luoghi con cinghiali, volpi, faine, donnole, ricci, caprioli, istrici. Negli ultimi tempi ci sono stati anche avvistamenti di lupi.

## Eventi

### Le Fiere di Pugliano
Da più di un secolo in un campo a fianco alla Chiesa (Il Campo della Fiera) si svolge la Fiera di Pugliano, punto di incontro per Romagnoli, Marchigiani, Umbri e Toscani, nata soprattutto per scambi o compravendite di bestiame.
Con gli anni la fiera è cambiata, ma tutt'oggi vi si recano i mercanti di bestiame.
Si svolge tutti i lunedì di settembre: l'ultima domenica di agosto si celebra la festa della Madonna di Pugliano.

### Pugliano a Cavallo
Il 23 agosto 2009 si è svolta la prima edizione di "Pugliano a Cavallo" che comprendeva un Palio a cavallo. L'iniziativa continua a svolgersi.

### Festa del Ringraziamento
Il 15 novembre 2009 si è svolta in località Madonna di Pugliano la 1ª edizione della Festa del Ringraziamento, con la messa con i doni e la benedizione dei mezzi agricoli all'aperto.
I mezzi agricoli, hanno sfilato per la frazione assieme a scooter e auto d'epoca.